# Джо Гатьєнс
Джозеф "Джо" Едуард Гатьєнс (англ. Joseph Edouard Gaetjens, 19 березня 1924, Порт-о-Пренс — 10 липня 1964, там само) — американський футболіст, що грав на позиції нападника, зокрема, за клуби «Труа» та «Олімпік» (Алес), а також національні збірні США і Гаїті. Мав німецьке коріння, бо дід по лінії батька еммігрував на Гаїті з Південної Німеччини в XIX столітті.

## Клубна кар'єра
У футболі дебютував 1938 року виступами за команду «Етуаль Гаїтьєн», в якій провів вісім сезонів. 
Своєю грою за цю команду привернув увагу представників тренерського штабу клубу «Брукгеттен», до складу якого приєднався 1946 року. Відіграв за них наступні чотири сезони своєї ігрової кар'єри.
1950 року уклав контракт з клубом «Труа», у складі якого провів наступні два роки своєї кар'єри гравця. 
З 1952 року один сезон захищав кольори команди клубу «Олімпік» (Алес). 
1953 року повернувся до клубу «Етуаль Гаїтьєн», за який відіграв 4 сезони. Завершив професійну кар'єру футболіста у 1957 році.

## Виступи за збірні
З 1944 по 1953 роки зіграв три матчі за збірну Гаїті.
Дебютував на міжнародній арені 2 квітня 1944 року у програному матчі з Кюрасао (0–5). У наступному його матчі 5 квітня проти Венесуели команда Гаїті програла 0-2. Обидва матчі були товариськими. 
1950 року дебютував в офіційних матчах у складі національної збірної США. Протягом кар'єри у національній команді провів у її формі 3 матчі, забивши 1 гол. Гатьєнс, який навчався в Нью-Йорку, мав право грати за національну збірну США завдяки володінню типом візи для людей, які мають намір стати громадянами США (чого він зрештою ніколи не зробив).
У складі збірної був учасником чемпіонату світу 1950 року у Бразилії, де зіграв з Іспанією (1-3), з Англією (1-0) і з Чилі (2-5). Забив переможний гол у матчі з англійцями.
27 грудня 1953 року, повернувшись з-за кордону, зіграв за збірну Гаїті у кваліфікації Кубка світу проти Мексики (0-4). 

## Арешт і смерть
8 липня 1964 року був заарештований національною секретною поліцією Гаїті через родинни зв'язки з Луї Дежуа, який програв вибори 1957 року диктатору Франсуа Дювальє.
Помер (ймовірно) 10 липня 1964 року на 41-му році життя у в'язниці, яку називали Форт Діманче, відомою своїми жорстоко нелюдськими звичаями. Його тіла так і не знайшли.